# سنگ‌نگاره قیر و کارزین
سنگ‌نگاره قیر و کارزین، نقش رستم یا قدمگاه کتیبه‌ای است که بر روی قطعه سنگی بزرگ کنده شده و در شهرستان قیر و کارزین در استان فارس ایران قرار دارد. این اثر در تاریخ ۱۰ آذر ماه ۱۳۵۴ هجری خورشیدی با شماره ۹۳۹ در فهرست آثار ملی ایران به ثبت رسیده‌است.

## وجه تسمیه
این اثر در گذشته قدمگاه نامیده می‌شد. مشخص نیست که این واژه به خود کتیبه ارجاع دارد و با نامی برای منطقه‌ای است که کتیبه در آن قرار دارد. علاوه بر آن مردم محلی به این سنگ‌نگاره نقش رستم می‌گویند. در منابع اینترنتی از این اثر با نام سنگ‌نگارهٔ قیر و کارزین یاد می‌شود که به شهرستان محل قرارگیری آن اشاره دارد.

## محل قرارگیری اثر
سنگ‌نگارهٔ قیر و کارزین در سه کیلومتری شهر قیر در جنوب استان فارس و در حد فاصل گردنه گلومشک و گردنه سم دلدل در کنار جاده قیر به فیروزآباد قرار دارد.

## دورهٔ تاریخی
تاریخ ساخته‌شدن این اثر به درستی تعیین نشده‌است. با این وجود تقریباً‌در تمام منابع مربوط به دوران پادشاهی پارتیان دانسته شده‌است. با این حال از آنجا که در دوران اشکانیان در جنوب ایران تمدن الیمایی غالب بود، مشخص نیست که این نقش‌برجسته به الیماییان تعلق دارد یا پارتیان. با این حال ازاین اثر به عنوان «تنها اثر پارتی حجاری شده در استان فارس» یاد شده‌است.

## ویژگی‌های اثر
نقش برجسته قیر و کارزین، نقش حجاری‌شدهٔ یک سرباز را بر روی یک تخته سنگ بزرگ نشان می‌دهد حکه کمانش را برای تیراندازی گشوده است.

## آسیب‌ها
سنگ‌نگارهٔ قیر و کارزین به دلیل یادگاری‌نویسی با استفاده از ابزار فلزی و نیز اسپری رنگ آسیب فراوانی دیده‌است. همچنین هیچ‌گونه تدابیر حفاظتی از قبیل محوطه‌سازی، ایجاد سایه‌بان و فنس برای این سنگ‌نگاره صورت نگرفته‌است.